# Río San Juan (departement)
Río San Juan is een departement van Nicaragua, gelegen in het zuiden van het land. De hoofdstad is San Carlos.
Het departement heeft een oppervlakte van 7541 km² en wordt bewoond door 133.737 mensen (2019). Daarmee is Río San Juan het minst bevolkte departement van Nicaragua.
Río San Juan is het enige departement dat zowel aan het Meer van Nicaragua als aan de Caribische Zee ligt. De vulkanische Solentiname-eilanden in het Meer van Nicaragua behoren tot het departement.
Het departement is vernoemd naar de rivier de San Juan. Deze rivier voert water vanuit het Meer van Nicaragua (bij San Carlos) naar de Caribische Zee en stroomt van west naar oost door het departement.
Río San Juan werd in 1957 gevormd uit delen van Chontales en het toenmalige departement Zelaya.

## Gemeenten
Het departement is ingedeeld in zes gemeenten:
- El Almendro
- El Castillo
- Morrito
- San Carlos
- San Juan de Nicaragua
- San Miguelito

Boaco · Carazo · Chinandega · Chontales · Estelí · Granada · Jinotega · León · Madriz · Managua · Masaya · Matagalpa · Nueva Segovia · Rivas · Río San Juan
Autonome regio's: Región Autónoma de la Costa Caribe Norte · Región Autónoma de la Costa Caribe Sur